# Bolsije Tyigani
Bolsije Tyigani (oroszul: Большие Тиганы) falu Tatárföld Alekszejevszkojei járásában közel 600 lakossal. A falu postai kódja 422931.
A falu közelében 1974-ben egy kora középkori temetőt tártak fel, amelyben a keleten maradt magyarokhoz köthető leleteket találták meg a régészek.

## A lelőhely
A magyar őstörténet kutatásának egyik legismertebb lelőhelye (oroszul: Большетиганский могильник). A Santala folyó bal partján fekvő kora középkori temető feltárását Alfred H. Halikov szovjet régész végezte 1974 és 1984 között. Az ásatások során 156 sírt tártak fel, a temető 10. századi részének kutatását az 1980-as években végezték el. 
Több kutató úgy véli, hogy a temetőt a 9. század második felében kezdték el használni, így „a lelőhely nem a nyugatra vándorolt, hanem a keleten maradt magyarokhoz köthető. Bár Bolsije Tiganit a kusnarenkovói-karajakupovói kultúrába sorolják, a földrajzi elkülönülés mellett a temetőben jelentkező nagyarányú, a volgai bolgárokra jellemző leletanyag is megkülönbözteti a kusnarenkovói kultúra jellegzetes lelőhelyeitől.” A lelőhely 12 sírjában volt „részleges lótemetkezés, mely a honfoglalás kori rítushoz hasonlóan a halott lábánál került elő, egy csomóban. [...] Jellegzetes leletek a szablyák, melyek ezüst szerelékei az övveretekkel, fülbevalókkal és néhány más ékszertípussal együtt szaltovói jellegűek. [...] Szintén uráli eredetű temetkezési szokás a halotti maszkok és szemfedők megléte, melyek további kapcsolatot jelentenek a honfoglalás kori hagyatékkal.”
Minden csontváz nyugati irányba nézett.[forrás?]